# La hija pródiga
La hija pródiga es una serie de televisión de suspenso melodramático mexicana producida por Alicia Carvajal para TV Azteca, entre 2017 y 2018. La serie es una historia original del escritor chileno José Ignacio Valenzuela, la cual, abordó temas y problemáticas como el Incendio de la Guardería ABC en 2009, la desaparición forzada de Ayotzinapa de 2014, la homosexualidad y el tráfico de órganos. Se estrenó por Azteca Uno el 23 de octubre de 2017, retomando el horario que dejó vacante Tanto amor en 2016; y finalizó el 21 de enero de 2018 siendo reemplazado semanas después por Educando a Nina.
Esta protagonizada por Isabel Burr, Christian de la Campa y Alejandro Camacho, junto con Leonardo Daniel, Marcelo Buquet, Aldo Gallardo y Francisco "Pakey" Vázquez en los roles  antagónicos; acompañados por Andrea Martí, Aura Cristina Geithner, Sharis Cid y Fernando Luján.

## Trama
En 1997, Rogelio Montejo es un hombre de ideales, recto y audaz, dueño del emporio Olympus y felizmente casado con Isabel. Tienen dos hijas; las mellizas Alicia y Pamela Montejo, ambas con 7 años de edad. Los cuatro deciden vacacionar a Acapulco. Rogelio e Isabel van a una junta de trabajo y dejan a Beatriz, la institutriz, a cargo de las niñas. Horas después, regresan al hotel y descubren que Alicia ha desaparecido. Ambos culpan a Beatriz de su supuesto secuestro, pues es la principal sospechosa y es encarcelada. Rogelio e Isabel saben que ella, no es la culpable, pero sí de que algún enemigo o familiar tuvo que ver con su desaparición.
En 2017, han pasado 20 años desde el terrible suceso. Alicia, ahora llamada Camila, trabaja como mesera, tiene un hijo y vive con Nelson, un hombre noble al que quiere como si fuera su padre. Isabel se hizo la idea de que su hija murió y Rogelio no pierde la esperanza de volver a verla.
Alicia ve en el periódico a la familia Montejo. Ella siente la necesidad de ir, descubrir si tiene algo que ver con esa familia, no recuerda algunos sucesos de su vida, por lo que va a buscar respuestas. Su hermana Pamela, ahora de 27 años, está por casarse con Salvador Mendoza, un periodista. En la celebración de su compromiso, aparece Alicia. Rogelio se levanta y queda impactado al verla. Al instante, él siente que ella es Alicia. A partir de ahora y para siempre, el destino de la familia cambia por completo por el regreso de la misteriosa niña que desapareció esa noche en Acapulco. Isabel duda que Alicia sea su hija y despertará en Pamela, odio, rencor y envidia, convirtiéndose en su rival.
Alicia está segura que uno de los Montejo o alguien cercano a la familia, es el o la causante de su desaparición. Con la ayuda de Salvador y Blas (su hermano) comienzan a reunir pruebas para descubrir quien es el culpable, donde poco a poco, Alicia y Salvador se van enamorando.
Todos son sospechosos, todos esconden un secreto, todos temen a que se descubra la verdad, todos tenían un motivo para deshacerse de Alicia. Quizá Alicia sea una impostora, quizá ella misma se fue o quizá su padre o hasta su propia madre, fueron los responsables. Alicia será vista ante el mundo como la hija pródiga, la que regresó después de 20 años, porque nunca es tarde para volver.

## Reparto
Se publicó una lista final del reparto confirmado el 18 de septiembre de 2017.

### Principales
- Isabel Burr como Alicia Montejo García / Camila Hermosillo / Julieta Mandujano / Alejandra Olmedo Barceló
  - Valentina Nallino interpretó a Alicia de niña
- Christian de la Campa como Salvador Mendoza Arenas
- Alejandro Camacho como Rogelio Montejo Carrillo
  - Cayetano Arámburo interpretó a Rogelio de joven
- Leonardo Daniel como Federico Campomanes Soto
- Andrea Martí como Pamela Montejo García de Mendoza
- Carmen Delgado como Lucía «Lucha» Arenas vda. de Mendoza
- Aura Cristina Geithner como Isabel García Rivas de Montejo
  - Fátima Carpio interpretó a Isabel de joven
- Sharis Cid como Delia García Rivas de Mansilla
- Aldo Gallardo como Arturo Montejo Salamanca
- María Adelaida Puerta como Beatriz Castellanos Abascal
- Rodolfo Arias como Jacobo Chacón del Valle
- Marcelo Buquet como Antonio Mansilla Landero / Gaspar Avendaño / Dr. Andrés Zavala
- Ramiro Huerta como Emilio Romero Grijalva / Víctor Lancaster / Gilberto Montejo
- Martha Mariana Castro como Nora / Frida Lausell
- Diana Quijano como Matilde Salamanca
- Eligio Meléndez como Edgar Castellanos
  - Abel Fernando interpretó a Edgar de joven
- Francisco "Pakey" Vázquez como Jack Morgan «el Halcón»
- Adianez Hernández como Virginia Bonfil Cisneros de Montejo
- Francisco Angelini como José Infante
- León Michel como el Padre Damián
- Jack Duarte como Daniel «Dany» Mendoza Arenas
- Saúl Hernández como Eduardo «Lalo» Montejo Bonfil
- Joan Kuri como Blas Montejo García
- Dahanna Burgos como María Fernanda «Maryfer» Mendoza Arenas
- Ethan Mebarek como Carlos «Carlitos» Hermosillo
- Fernando Luján como Nelson Infante

### Recurrentes e invitados especiales
- Manuel Sevilla como Héctor Robledo
- Hugo Catalán como Alberto «Beto»
- Carmen Baqué como «La Güera» / Alicia Montejo García
- Alexandre Barceló como Roco
- Iván Cortes como Abel
- Raki Ríos como Claudio
- Luis Cárdenas como Vladimir Carvajal
- Beatriz Cecilia como Elsa
- Agustín López Lezama como el Dr. Ramón Maldonado
- Carilu Navarro como Mireya Calderón

## Producción
La producción de la serie inició grabaciones junto con el claquetazo oficial el 28 de agosto de 2017, en los foros de TV Azteca Novelas. En dicho evento por el inicio de grabaciones, además del reparto, estuvieron los ejecutivos Ana Celia Urquidi y Joshua Mintz junto con la productora Alicia Carbajal. Carbajal, declaró lo siguiente acerca de la serie:

“Conserva el melodrama clásico, pero con otros elementos como el misterio, que la hace más atractiva; en tanto, la manufactura moderna que le hemos dado le permite ser competitiva internacionalmente” -Alicia Carbajal

La serie tiene a Salvador Aguirre y Pablo Gómez Sáenz en la dirección escénica, mientas que Rafael Acosta y Gerardo Saucedo son los encargados de la fotografía. Las grabaciones culminaron el 4 de noviembre de 2017.[cita requerida]

## Audiencias
| Temporada | Horario (CT)                                                       | Episodios | Primera emisión       | Primera emisión      | Última emisión      | Última emisión       |
| Temporada | Horario (CT)                                                       | Episodios | Fecha                 | Audiencia (millones) | Fecha               | Audiencia (millones) |
| --------- | ------------------------------------------------------------------ | --------- | --------------------- | -------------------- | ------------------- | -------------------- |
| 1         | Lunes a viernes 20:30 - 21:30 h. Domingo 20:30 - 22:50 h. (Ep. 66) | 66        | 23 de octubre de 2017 | 0.99                 | 21 de enero de 2018 | 1.2                  |

## Episodios
| N.º  | Título                                                   | Fecha de emisión original | Audiencia (millones) |
| ---- | -------------------------------------------------------- | ------------------------- | -------------------- |
| 1    | «¡Alicia regresó a casa!»                                | 23 de octubre de 2017     | 0.99                 |
| 2    | «¿Alicia es una Montejo?»                                | 24 de octubre de 2017     | 0.81                 |
| 3    | «¡No hay duda! Alicia es una Montejo»                    | 25 de octubre de 2017     | 0.85                 |
| 4    | «¡Alicia empieza a recordar!»                            | 26 de octubre de 2017     | 0.95                 |
| 5    | «¿Salvador comienza a sentir algo por Alicia?»           | 27 de octubre de 2017     | 0.84                 |
| 6    | «Alicia ya sospecha de alguien»                          | 30 de octubre de 2017     | 0.76                 |
| 7    | «El misterio regresa a la vida de Alicia»                | 31 de octubre de 2017     | 0.57                 |
| 8    | «¡Federico también es sospechoso!»                       | 1 de noviembre de 2017    | 0.70                 |
| 9    | «Isabel comienza a aceptar a Alicia»                     | 2 de noviembre de 2017    | 0.67                 |
| 10   | «Alicia besa a Salvador»                                 | 3 de noviembre de 2017    | 0.77                 |
| 11   | «Alicia le pone un alto a Pamela»                        | 6 de noviembre de 2017    | 0.84                 |
| 12   | «Alicia se convierte en ‘Camilia’»                       | 7 de noviembre de 2017    | 0.76                 |
| 13   | «Los secretos de Federico salen a la luz»                | 8 de noviembre de 2017    | 0.89                 |
| 14   | «¿Alicia sí es una asesina?»                             | 9 de noviembre de 2017    | 0.77                 |
| 15   | «¡El papá de Carlitos apareció!»                         | 10 de noviembre de 2017   | 0.96                 |
| 16   | «¿La reconciliación entre Pamela y Alicia será sincera?» | 13 de noviembre de 2017   | 0.67                 |
| 17   | «¡Carlitos corre peligro!»                               | 14 de noviembre de 2017   | 0.66                 |
| 18   | «¿Edgar fue quien secuestro a Alicia?»                   | 15 de noviembre de 2017   | 0.62                 |
| 19   | «¡Salvador besa a Alicia!»                               | 16 de noviembre de 2017   | 0.58                 |
| 20   | «Virginia revela muchos secretos»                        | 17 de noviembre de 2017   | 0.57                 |
| 21   | «¿Qué hacían Arturo y Matilde en Acapulco?»              | 20 de noviembre de 2017   | 0.65                 |
| 22   | «La muerte acecha a Carlitos»                            | 21 de noviembre de 2017   | 0.82                 |
| 23   | «Alicia le da a Pamela su regalo de bodas»               | 22 de noviembre de 2017   | 0.66                 |
| 24   | «Boda de Pamela y Salvador»                              | 23 de noviembre de 2017   | 0.78                 |
| 25   | «MaryFer corre peligro ¡se encontró con Braco!»          | 24 de noviembre de 2017   | 0.93                 |
| 26   | «¡Rogelio es el secuestrador!»                           | 27 de noviembre de 2017   | 0.78                 |
| 27   | «Pamela y Salvador tienen una fuerte discusión»          | 28 de noviembre de 2017   | 0.66                 |
| 28   | «Rogelio le revela un secreto a Alicia»                  | 29 de noviembre de 2017   | 0.57                 |
| 29   | «¡Pamela está embarazada!»                               | 30 de noviembre de 2017   | 0.80                 |
| 30   | «¡Alicia caerá en la trampa!»                            | 1 de diciembre de 2017    | 0.71                 |
| 31   | «¡Beto secuestra a Delia y a Carlitos!»                  | 4 de diciembre de 2017    | 0.68                 |
| 32   | «Beto toma a Carlitos como rehén»                        | 5 de diciembre de 2017    | 0.75                 |
| 33   | «¿Una mujer secuestró a Alicia?»                         | 6 de diciembre de 2017    | 0.74                 |
| 34   | «¡Abel es cómplice del Halcón!»                          | 7 de diciembre de 2017    | 0.70                 |
| 35   | «Salvador exige saber la verdad»                         | 8 de diciembre de 2017    | 0.50                 |
| 36   | «¡Lucha descubre sobre el embarazo de MaryFer!»          | 11 de diciembre de 2017   | 0.61                 |
| 37   | «Salvador se entera de su pasado»                        | 12 de diciembre de 2017   | 0.77                 |
| 38   | «Alicia y Salvador se despiden»                          | 13 de diciembre de 2017   | 0.63                 |
| 39   | «¡Se descubre quien es el 'águila real’!»                | 14 de diciembre de 2017   | 0.70                 |
| 40   | «Alicia jura venganza»                                   | 15 de diciembre de 2017   | 0.88                 |
| 41   | «¡Carlitos está vivo!»                                   | 18 de diciembre de 2017   | 0.69                 |
| 42   | «¿Alicia pasó la noche con José?»                        | 19 de diciembre de 2017   | 0.74                 |
| 43   | «¡Beatriz podría arruinar el plan de Antonio!»           | 20 de diciembre de 2017   | 0.76                 |
| 44   | «¡Antonio hará que Delia confiese!»                      | 21 de diciembre de 2017   | 0.66                 |
| 45   | «Blas y MaryFer se casan»                                | 22 de diciembre de 2017   | 0.59                 |
| 46   | «Isabel le pidió perdón a Rogelio, ¿por qué?»            | 25 de diciembre de 2017   | 0.44                 |
| 47   | «Episodio 47»                                            | 26 de diciembre de 2017   | 0.73                 |
| 48   | «Episodio 48»                                            | 27 de diciembre de 2017   | 0.72                 |
| 49   | «¡Delia sabe la verdad!»                                 | 28 de diciembre de 2017   | 0.64                 |
| 50   | «¡Arturo mató a Antonio!»                                | 29 de diciembre de 2017   | 0.83                 |
| 51   | «¡Jack le contará la verdad a Alicia!»                   | 1 de enero de 2018        | 0.68                 |
| 52   | «¡El plan de Alicia fracasa!»                            | 2 de enero de 2018        | 0.77                 |
| 53   | «Alicia y Salvador hacen el amor»                        | 3 de enero de 2018        | 0.74                 |
| 54   | «¡Pamela intenta quitarse la vida!»                      | 4 de enero de 2018        | 0.77                 |
| 55   | «¡Aparece la verdadera Alicia!»                          | 5 de enero de 2018        | 0.96                 |
| 56   | «La verdadera historia de Alicia Montejo»                | 8 de enero de 2018        | 1.3                  |
| 57   | «¡Arturo se quita la vida!»                              | 9 de enero de 2018        | 0.89                 |
| 58   | «Episodio 58»                                            | 10 de enero de 2018       | 0.91                 |
| 59   | «Episodio 59»                                            | 11 de enero de 2018       | 0.88                 |
| 60   | «Episodio 60»                                            | 12 de enero de 2018       | 1.1                  |
| 61   | «Episodio 61»                                            | 15 de enero de 2018       | 0.76                 |
| 62   | «Episodio 62»                                            | 16 de enero de 2018       | 0.74                 |
| 63   | «Episodio 63»                                            | 17 de enero de 2018       | 0.69                 |
| 64   | «Episodio 64»                                            | 18 de enero de 2018       | 0.93                 |
| 65   | «Episodio 65»                                            | 19 de enero de 2018       | 0.95                 |
| 6667 | «Final de La hija pródiga»                               | 21 de enero de 2018       | 1.2                  |